# 746 km (Kazachstan)
746 km (kaz. 746 км; ros. 746 км) – przystanek kolejowy w pobliżu miejscowości Tałdykuduk, w rejonie Abaj, w obwodzie karagandyjskim, w Kazachstanie. Położony jest na linii Astana – Szu, na trasie Nowego Jedwabnego Szlaku.